# Cantone di Lizy-sur-Ourcq
Il Cantone di Lizy-sur-Ourcq era una divisione amministrativa dell'arrondissement di Meaux.
È stato soppresso a seguito della riforma complessiva dei cantoni del 2014, che è entrata in vigore con le elezioni dipartimentali del 2015.
Comprendeva i comuni di:
- Armentières-en-Brie
- Cocherel
- Congis-sur-Thérouanne
- Coulombs-en-Valois
- Crouy-sur-Ourcq
- Dhuisy
- Douy-la-Ramée
- Étrépilly
- Germigny-sous-Coulombs
- Isles-les-Meldeuses
- Jaignes
- Lizy-sur-Ourcq
- Marcilly
- Mary-sur-Marne
- May-en-Multien
- Ocquerre
- Le Plessis-Placy
- Puisieux
- Tancrou
- Trocy-en-Multien
- Vendrest
- Vincy-Manœuvre